# Tyranneau de Loja
Zimmerius flavidifrons
Espèce
Synonymes
- Zimmerius chrysops flavidifrons[1],[2]

Le Tyranneau de Loja (Zimmerius flavidifrons) est une espèce de passereaux de la famille des Tyrannidae,,.

## Distribution
Cet oiseau vit du sud-ouest de l'Équateur (du sud-est de la province du Guayas à l'ouest de celle de Loja et à celle d'El Oro) à l'extrême nord du Pérou,.

## Systématique
Cette espèce est monotypique selon la classification de référence du Congrès ornithologique international (version 9.1, 2019). Il a été séparé du Tyranneau à face d'or (Zimmerius chrysops) à la suite des travaux de Ridgely & Greenfield (2001) et de John W. Fitzpatrick (2004), modification reprise par la suite par le Congrès ornithologique international. Malgré tout, certaines sources le considèrent encore comme une sous-espèce de Zimmerius chrysops sous le nom de Zimmerius chrysops flavidifrons,.